# Zemský okres Rottweil
Zemský okres Rottweil (německy Landkreis Rottweil) je zemský okres v německé spolkové zemi Bádensko-Württembersko, ve vládním obvodu Freiburg. Sídlem správy zemského okresu je město Rottweil. Má přibližně 136 tisíc obyvatel. 

## Města a obce
Města:
1. Dornhan
2. Oberndorf am Neckar
3. Rottweil
4. Schiltach
5. Schramberg
6. Sulz am Neckar

Obce:
1. Aichhalden
2. Bösingen
3. Deißlingen
4. Dietingen
5. Dunningen
6. Epfendorf
7. Eschbronn
8. Fluorn-Winzeln
9. Hardt
10. Lauterbach
11. Schenkenzell
12. Villingendorf
13. Vöhringen
14. Wellendingen
15. Zimmern ob Rottweil